# 共青團真理報群島

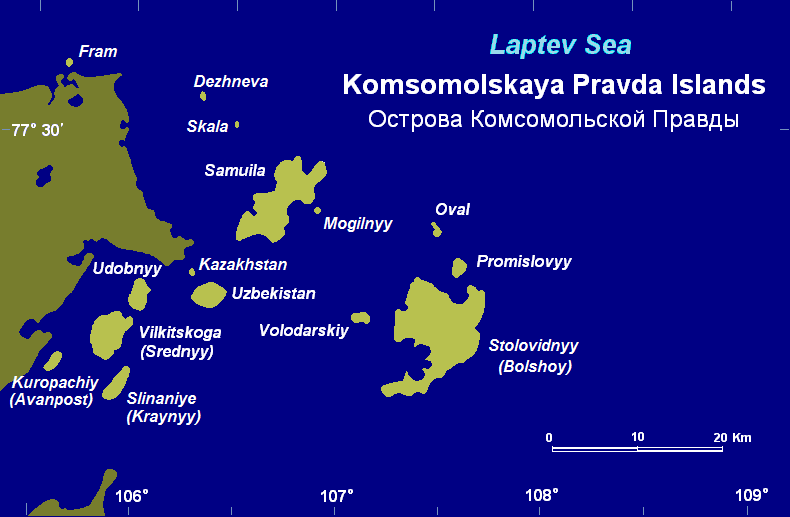
共青團真理報群島在泰梅爾半島以東

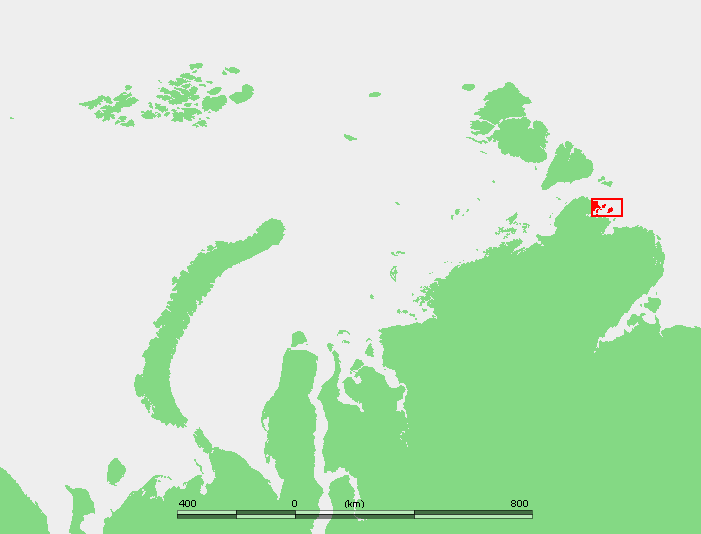
共青團真理報群島在俄羅斯東北部的位置

《共青團真理報》群島（拉丁化：Ostrova Komsomol'skoy Pravdy），俄羅斯聯邦西伯利亞聯邦管區克拉斯諾亞爾斯克邊疆區東北部的群島，位處拉普捷夫海之中，島上佈滿鵝卵石，表面屬凍土植被。該島以報紙《共青團真理報》命名。

## 地理
《共青團真理報》群島在泰梅爾半島以東，小泰梅爾島、斯塔羅卡多姆斯基島以東南，北地群島的布爾什維克島以東南。